# Högskolan i Östersund
Högskolan i Östersund var en högskola i Östersund, som bildades 1971 som Socialhögskolan i Östersund och omvandlades i samband med 1977 års högskolereform till högskola. År 1993 sammanlades högskolan med Högskolan i Sundsvall/Härnösand till Mitthögskolan, sedan 1 januari 2005 Mittuniversitetet.

## Socialhögskolan i Östersund
Runt 1970 utreddes det om en systematiserad decentraliserad universitetsutbildning i regionen, och samtidigt diskuterades det om behovet av en sjätte socialhögskola.  Utredningen föreslog att denna högskola skulle ligga i Sundsvall, men regeringens proposition anförde att ”de regionalpolitiska aspekterna måste tillmätas speciellt stor vikt vid valet av förläggningsort för en ny socialhögskola i Norrland” med ett lokliseringsförslag till Östersund. i maj 1971 beslutades det enligt propositionen och hösten samma år antogs de 60 första studenterna.

## Högskolan i Östersund
Vid högskolereformen 1977 omvandlades Socialhögskolan i Östersund till Högskolan i Östersund, och då tillkom ytterligare att par linjer till utbildningsbasen, förutom de som fanns tidigare.

## Mitthögskolans bildande
1992 insåg de båda högskolorna, Östersund och Sundsvall/Härnösand att om de skulle kunna omvandlas till universitet så behövde de gå samman till en högskola. Högskolestyrelsen beslutade den 22 november 1992 att begära av regeringen att få bilda en ny gemensam högskola, vilket beviljades i februari 1993.
Mitthögskolans campus Östersund låg fram till hösten 2002 på Rådhusgatan, med kompletterande lokaler på Frösö Strand. Därefter flyttades campus till Norrlands artilleriregementes (A 4:s) nedlagda lokaler.

## Rektorer vid Högskolan i Östersund
- 1971–1974 – Bengt Almerud (1923–1974)
- 1975–1981 – Alf Gunnmo (född 1942)
- 1981–1987 – Stefan Hammarqvist (född 1943)
- 1987–1990 – Erling Nilsson (född 1932)
- 1990–1993 – Alf Gunnmo